# WTA фінал 2018, одиночний розряд
Минулорічна чемпіонка Каролін Возняцкі вибула з турніру на коловому етапі.
Перед турніром з нього через травму спини знялася перша ракетка світу Симона Халеп. Місце Халеп зайняла Кікі Бертенс.
Наомі Осака, Слоун Стівенс та Бертенс брали участь у завершальному турнірі року вперше. 
Уперше, відколи формат турніру повернувся до колового першого етапу в 2003 році, до півфіналу не потрапила жодна із чотирьох сіяних тенісисток.
Перемогла в турнірі Еліна Світоліна, першою з українок.

## Сіяні
1. Анджелік Кербер (коловий етап)
2. Каролін Возняцкі (коловий етап)
3. Наомі Осака (коловий етап)
4. Петра Квітова (коловий етап)
5. Слоун Стівенс (фінал)
6. Еліна Світоліна (Чемпіонка)
7. Кароліна Плішкова (півфінал)
8. Кікі Бертенс (півфінал)

## Альтернативні
1. Дарія Касаткіна (не грала)
2. Анастасія Севастова (не грала)

## Draw

### Легенда
| - Q = Кваліфаєр - WC = Вайлд-кард - LL = Щасливий лузер | - Alt = Заміна - SE = Виняток - PR = Захищений рейтинг | - w/o = Без гри - r = Зняття - d = Присуджено перемогу |

### Фінальна частина
|  | Півфінали | Півфінали         | Півфінали       | Півфінали | Півфінали |   |                 | Фінал         | Фінал | Фінал | Фінал | Фінал |
|  |           |                   |                 |           |           |   |                 |               |       |       |       |       |
|  | 5         | Слоун Стівенс     | 0               | 6         | 6         |   |                 |               |       |       |       |       |
|  | 7         | Кароліна Плішкова | 6               | 4         | 1         |   |                 |               |       |       |       |       |
|  | 7         | Кароліна Плішкова | 6               | 4         | 1         |   | 5               | Слоун Стівенс | 6     | 2     | 2     |       |
|  |           |                   |                 |           |           |   | 5               | Слоун Стівенс | 6     | 2     | 2     |       |
|  |           | 6                 | Еліна Світоліна | 3         | 6         | 6 |                 |               |       |       |       |       |
|  | 6         | 6                 | Еліна Світоліна | 3         | 6         | 6 | Еліна Світоліна | 7             | 65    | 6     |       |       |
|  | 6         |                   |                 |           |           |   | Еліна Світоліна | 7             | 65    | 6     |       |       |
|  | 8         | Кікі Бертенс      | 5               | 7         | 4         |   |                 |               |       |       |       |       |

### Червона група
|   |                 | Кербер        | Осака         | Стівенс            | Бертенс            | RR В–П | Set В–П      | Game В–П      | Місце |
| 1 | Анджелік Кербер |               | 6–4, 5–7, 6–4 | 3–6, 3–6           | 6–1, 3–6, 4–6      | 1–2    | 3–5 (37.5%)  | 36–40 (47.3%) | 3     |
| 3 | Наомі Осака     | 4–6, 7–5, 4–6 |               | 5–7, 6–4, 1–6      | 3–6, прип.         | 0–3    | 2–6† (25%)   | 27–34 (44.2%) | 4     |
| 5 | Слоун Стівенс   | 6–3, 6–3      | 7–5, 4–6, 6–1 |                    | 7–6(7–4), 2–6, 6–3 | 3–0    | 6–2 (75%)    | 44–33 (57.1%) | 1     |
| 8 | Кікі Бертенс    | 1–6, 6–3, 6–4 | 6–3, ret.     | 6–7(4–7), 6–2, 3–6 |                    | 2–1    | 5–3† (62.5%) | 28–28 (50%)   | 2     |

† За правилами WTA припинення гри через травму Осакою зараховано як поразка в двох сетах при визначені розподілу місць.

### Біла група
|   |                   | Возняцкі      | Квітова       | Світоліна     | Плішкова      | RR В–П | Set В–П     | Game В–П      | Місце |
| 2 | Каролін Возняцкі  |               | 7–5, 3–6, 6–2 | 7–5, 5–7, 3–6 | 2–6, 4–6      | 1–2    | 3–5 (37.5%) | 37–43 (46.2%) | 3     |
| 4 | Петра Квітова     | 5–7, 6–3, 2–6 |               | 3–6, 3–6      | 3–6, 4–6      | 0–3    | 1–6 (14.2%) | 26–40 (39.3%) | 4     |
| 6 | Еліна Світоліна   | 5–7, 7–5, 6–3 | 6–3, 6–3      |               | 6–3, 2–6, 6–3 | 3–0    | 6–2 (75%)   | 44–33 (57.1%) | 1     |
| 7 | Кароліна Плішкова | 6–2, 6–4      | 6–3, 6–4      | 3–6, 6–2, 3–6 |               | 2–1    | 5–2 (71.4%) | 36–27 (57.1%) | 2     |

Місця визначаються за: 1) числом перемог; 2) числом матчів; 3) при рівності двох перемогою в особистій грі; 4) при рівності трьох, (a) процентом виграних сетів  (особистою грою, якщо дві залишаються рівними), then (b) процентом виграних геймів (особистою грою, якщо рівність зберігається),  (c) рейтингом WTA